# Complejo de lanzamiento 39B del Centro Espacial Kennedy
El Complejo de Lanzamiento 39B (LC-39B) es la segunda de las tres plataformas de lanzamiento del Complejo de Lanzamiento 39, ubicadas en el Centro espacial John F. Kennedy de la NASA en Merritt Island, Florida. Esta plataforma, junto con el Complejo de Lanzamiento 39A, se diseñó por primera vez para el vehículo de lanzamiento Saturno V, que en ese momento era el cohete más poderoso de los Estados Unidos. Usualmente utilizada para lanzar las misiones de vuelos espaciales tripulados de la NASA desde finales de la década de 1960, la plataforma está actualmente configurada para ser utilizada por el cohete Space Launch System de la agencia, un vehículo de lanzamiento derivado del transbordador espacial, que actualmente se usa en el programa Artemis y las campañas posteriores de la Luna a Marte. La plataforma también había sido arrendada por la NASA a la compañía aeroespacial Northrop Grumman, para usarla como sitio de lanzamiento para su vehículo de lanzamiento OmegA, también derivado del transbordador, para lanzamientos espaciales de seguridad nacional y lanzamientos comerciales, antes de que se cancelase el programa OmegA.

## Historia

### Programa Apolo
En 1961, el presidente Kennedy propuso al Congreso el objetivo de llevar a un hombre a la Luna a finales de la década. La aprobación del Congreso condujo al lanzamiento del programa Apolo, que requirió un aumento masivo de las operaciones de la NASA, incluyendo la expansión de las instalaciones de lanzamiento desde el Cabo hasta la isla Merritt adyacente al norte y al oeste.
El Complejo de Lanzamiento 39B fue diseñado para manejar los lanzamientos del cohete Saturno V, el vehículo de lanzamiento más grande y poderoso, que impulsaría la nave espacial Apolo a la Luna. El lanzamiento inaugural del Complejo de Lanzamiento 39B en mayo de 1969 fue también el del único Saturn V que se lanzó desde la plataforma, el SA-505, utilizado para lanzar la misión Apolo 10.
Después de la misión Apolo 17 en 1972, la plataforma 39B se utilizó para los lanzamientos de Saturno IB. Luego, los lanzadores móviles se modificaron para el cohete Saturno IB, agregando una plataforma de extensión de "taburete de leche" al pedestal de lanzamiento, de modo que la etapa superior S-IVB y los brazos oscilantes de la nave espacial Apolo alcanzaran sus objetivos. Estos se utilizaron para tres vuelos Skylab tripulados y el Apolo-Soyuz, ya que las plataformas Saturno IB 34 y 37 en Cabo Cañaveral habían sido desmanteladas.

### Transbordador espacial
Con el advenimiento, a principios de la década de 1980, del programa del transbordador espacial, se remodeló la estructura original de las plataformas de lanzamiento para satisfacer las necesidades del transbordador espacial. El complejo de lanzamiento 39A acogió todos los lanzamientos del transbordador espacial hasta enero de 1986, cuando el Transbordador Espacial Challenger se convertiría en el primero en lanzarse desde la plataforma 39B durante la desafortunada misión STS-51-L, que terminó con  el accidente del Challenger y la muerte de la tripulación un minuto después del despegue.
El complejo de lanzamiento 39B albergó 53 lanzamientos de transbordadores espaciales hasta diciembre de 2006, cuando el Discovery se lanzó desde la plataforma por última vez durante la misión STS-116. Los vuelos restantes del programa se lanzaron desde la plataforma 39A. Para apoyar la misión final del transbordador al telescopio espacial Hubble STS-125 lanzado desde la plataforma 39A en mayo de 2009, el Endeavour se colocó en el 39B por si era necesario para lanzar la misión de rescate STS-400.

### Programa Constelación
Posteriormente, se reconfiguraría el complejo de lanzamiento 39B para lanzamientos tripulados de Ares I como parte del programa Constelación; la misión Ares IX lanzó un prototipo Ares I desde 39B en octubre de 2009, antes de la cancelación del programa al año siguiente.

### Programa Artemis
El 16 de noviembre de 2022, a las 06:47:44 UTC, se lanzó el Sistema de lanzamiento espacial (SLS) desde el Complejo 39B como parte de la misión Artemis 1.

## Estado actual
Después del vuelo de prueba Ares IX en 2009, la NASA eliminó la Estructura de Servicio Fijo (FSS) de la plataforma 39B, devolviendo la ubicación a un diseño de "almohadilla limpia" similar a Apolo por primera vez desde 1977. Este enfoque pretende hacer que la plataforma esté disponible para múltiples tipos de vehículos que llegarán a la plataforma con estructuras de servicio en la plataforma de lanzamiento móvil, en lugar de usar estructuras fijas en la plataforma. El LH 2, el LOX y los tanques de agua utilizados para el sistema de supresión de sonido son las únicas estructuras que quedan de la era del transbordador espacial.
En 2014, la NASA anunció que pondría el LC-39B a disposición de los usuarios comerciales durante los momentos en que el Sistema de lanzamiento espacial no lo necesita. Posteriormente, la NASA acordó permitir que Orbital ATK para usar LC-39B para su vehículo de lanzamiento OmegA. Sin embargo, Northrop Grumman, que absorbió Orbital ATK en junio de 2018, canceló el desarrollo de OmegA en septiembre de 2020 antes de que se realizaran los lanzamientos; Por lo tanto, SLS seguirá siendo el único usuario de LC-39B en el futuro previsible.
A noviembre de 2022, LC-39B gestiona las operaciones de procesamiento y lanzamiento del Sistema de lanzamiento espacial (SLS), como parte de la primera fase de un proyecto de cinco fases, que se estaban completando. La segunda fase de este proyecto tiene actualmente un presupuesto de $ 89,2 millones.

## Historial de lanzamiento

### Lista de lanzamientos
Al partir del 16 de noviembre de 2022

#### Lista de lanzamientos anteriores
| Fecha                    | Hora (UTC) | Tipo de cohete            | Número de serie / Transbordador | Misión / Carga útil |
| ------------------------ | ---------- | ------------------------- | ------------------------------- | ------------------- |
| 18 de mayo de 1969       | 16:49      | Saturn V                  | SA-505                          | Apolo 10            |
| 25 de mayo de 1973       | 13:00      | Saturn IB                 | SA-206                          | Skylab 2            |
| 28 de julio de 1973      | 11:10      | Saturn IB                 | SA-207                          | Skylab 3            |
| 16 de noviembre de 1973  | 14:01      | Saturn IB                 | SA-208                          | Skylab 4            |
| 15 de julio de 1975      | 19:50      | Saturn IB                 | SA-210                          | Apolo-Soyuz         |
| 28 de enero de 1986      | 16:38      | Space Shuttle             | Challenger                      | STS-51-L            |
| 29 de septiembre de 1988 | 15:37      | Space Shuttle             | Discovery                       | STS-26              |
| 2 de diciembre de 1988   | 14:30      | Space Shuttle             | Atlantis                        | STS-27              |
| 13 de marzo de 1989      | 14:57      | Space Shuttle             | Discovery                       | STS-29              |
| 4 de mayo de 1989        | 18:46      | Space Shuttle             | Atlantis                        | STS-30              |
| 8 de agosto de 1989      | 12:37      | Space Shuttle             | Columbia                        | STS-28              |
| 18 de octubre de 1989    | 16:53      | Space Shuttle             | Atlantis                        | STS-34              |
| 22 de noviembre de 1989  | 00:23      | Space Shuttle             | Discovery                       | STS-33              |
| 24 de abril de 1990      | 12:33      | Space Shuttle             | Discovery                       | STS-31              |
| 6 de octubre de 1990     | 11:47      | Space Shuttle             | Discovery                       | STS-41              |
| 2 de diciembre de 1990   | 06:49      | Space Shuttle             | Columbia                        | STS-35              |
| 5 de abril de 1991       | 09:22      | Space Shuttle             | Atlantis                        | STS-37              |
| 5 de junio de 1991       | 13:24      | Space Shuttle             | Columbia                        | STS-40              |
| 7 de mayo de 1992        | 23:40      | Space Shuttle             | Endeavour                       | STS-49              |
| 31 de julio de 1992      | 13:56      | Space Shuttle             | Atlantis                        | STS-46              |
| 12 de septiembre de 1992 | 14:23      | Space Shuttle             | Endeavour                       | STS-47              |
| 22 de octubre de 1992    | 17:09      | Space Shuttle             | Columbia                        | STS-52              |
| 13 de enero de 1993      | 13:59      | Space Shuttle             | Endeavour                       | STS-54              |
| 8 de abril de 1993       | 05:29      | Space Shuttle             | Discovery                       | STS-56              |
| 21 de junio de 1993      | 13:07      | Space Shuttle             | Endeavour                       | STS-57              |
| 12 de septiembre de 1993 | 11:45      | Space Shuttle             | Discovery                       | STS-51              |
| 18 de octubre de 1993    | 14:53      | Space Shutte              | Columbia                        | STS-58              |
| 2 de diciembre de 1993   | 09:27      | Space Shuttle             | Endeavour                       | STS-61              |
| 4 de marzo de 1994       | 13:53      | Space Shuttle             | Columbia                        | STS-62              |
| 9 de septiembre de 1994  | 22:22      | Space Shuttle             | Discovery                       | STS-64              |
| 3 de noviembre de 1994   | 16:59      | Space Shuttle             | Atlantis                        | STS-66              |
| 3 de febrero de 1995     | 05:22      | Space Shuttle             | Discovery                       | STS-63              |
| 13 de julio de 1995      | 13:41      | Space Shuttle             | Discovery                       | STS-70              |
| 20 de octubre de 1995    | 13:53      | Space Shuttle             | Columbia                        | STS-73              |
| 11 de enero de 1996      | 09:41      | Space Shuttle             | Endeavour                       | STS-72              |
| 22 de febrero de 1996    | 20:18      | Space Shuttle             | Columbia                        | STS-75              |
| 22 de marzo de 1996      | 08:13      | Space Shuttle             | Atlantis                        | STS-76              |
| 19 de mayo de 1996       | 10:30      | Space Shuttle             | Endeavour                       | STS-77              |
| 20 de junio de 1996      | 14:49      | Space Shuttle             | Columbia                        | STS-78              |
| 19 de noviembre de 1996  | 19:55      | Space Shuttle             | Columbia                        | STS-80              |
| 12 de enero de 1997      | 09:27      | Space Shuttle             | Atlantis                        | STS-81              |
| 19 de noviembre de 1997  | 19:46      | Space Shuttle             | Columbia                        | STS-87              |
| 17 de abril de 1998      | 18:19      | Space Shuttle             | Columbia                        | STS-90              |
| 29 de octubre de 1998    | 19:19      | Space Shuttle             | Discovery                       | STS-95              |
| 27 de mayo de 1999       | 10:49      | Space Shuttle             | Discovery                       | STS-96              |
| 23 de julio de 1999      | 04:31      | Space Shuttle             | Columbia                        | STS-93              |
| 19 de diciembre de 1999  | 00:50      | Space Shuttle             | Discovery                       | STS-103             |
| 8 de septiembre de 2000  | 12:45      | Space Shuttle             | Atlantis                        | STS-106             |
| 30 de noviembre de 2000  | 03:06      | Space Shuttle             | Endeavour                       | STS-97              |
| 8 de marzo de 2001       | 11:42      | Space Shuttle             | Discovery                       | STS-102             |
| 12 de julio de 2001      | 09:03      | Space Shuttle             | Atlantis                        | STS-104             |
| 5 de diciembre de 2001   | 22:19      | Space Shuttle             | Endeavour                       | STS-108             |
| 8 de abril de 2002       | 20:44      | Space Shuttle             | Atlantis                        | STS-110             |
| 7 de octubre de 2002     | 19:45      | Space Shuttle             | Atlantis                        | STS-112             |
| 26 de julio de 2005      | 14:39      | Space Shuttle             | Discovery                       | STS-114             |
| 4 de julio de 2006       | 18:36      | Space Shuttle             | Discovery                       | STS-121             |
| 9 de septiembre de 2006  | 15:14      | Space Shuttle             | Atlantis                        | STS-115             |
| 9 de diciembre de 2006   | 00:47      | Space Shuttle             | Discovery                       | STS-116             |
| 28 de octubre de 2009    | 15:30      | Ares I-X                  | Ares I-X                        | Ares I-X            |
| 16 de noviembre de 2022  | 06:47      | Space Launch System (SLS) | Block 1                         | Artemis 1           |